# José Arrando Ballester
José Arrando Ballester. (Tales-Onda(Plana Baixa), 18 de març de 1815 - Madrid, (Espanya), 1893) fou un militar  espanyol.

## Trajectòria
Ingressà en 1835 en l'exèrcit amb la seva quinta en plena Primera Guerra Carlina i estigué destinat en Catalunya, lluitant contra grups carlins, arribant, en finalitzar el conflicte, al grau de Subtenent. Durant la  regència d'Espartero es mantingué en Catalunya y participà en operacions contra els carlins i contra la sublevació cívica de Barcelona de juny de 1842, on aconseguí el grau de Tenent. Es va adherir al pronunciament militar de 1843 que va provocar la destitució d' Espartero.
A l'iniciar-se la Segona Guerra Carlina estava destinat en Alacant i València, i participa en l'expedició a Portugal per a sufocar les revoltes de 1847. Posteriorment torna a Catalunya, on participa en diverses operacions contra partides carlines, fins a la finalització del conflicte, obtenint el grau de Comandant. Des del final de la Segona Guerra Carlina fins al final del regnat d'Isabel II, anys de relativa tranquil·litat, el destinen a Catalunya (1849-1854) i a la província de Castelló (1855-1867), on aconsegueix el grau de Tinent Coronel. Es va adherir a l'alçament militar que inicia el Sexenni Democràtic i, durant els anys 1868 y 1869 ajuda a pacificar les províncies d'Alacant i València i, persegueix a grups carlins.
És durant la Tercera Guerra Carlina quan José Arrando té una actuació més destacada. En 1872 obté el grau de Brigadier per mèrits de guerra, per nombroses victòries front les partides carlines en Catalunya, destacant la dissolució de la facció del Brigadier Rives i la persecució de la facció de Castell. En 1873 segueix actuant en Catalunya contra partides carlines fins a la proclamació de la  República, quan és destinat a València, i és l'encarregat de sufocar la insurrecció  cantonal d'Alcoi. Participa, a les ordres del general  Martínez Campos en la desfeta de les revoltes cantonals de València i Almansa. Aconsegueix expulsar de Xàtiva a les partides carlines dirigides per  Cucala i Santés, En 1874 és nomenat Governador Militar de Lleida i amb la seva brigada actua contra diverses partides carlines. En aquestes accions tingué com ajudant el militar català, Guiu i Martí. En 1875 és ascendit, per mèrits de guerra, al grau de Mariscal de Camp, i obtingué el comandament de la 1a Divisió que operava en Girona, des d'on realitza nombroses operacions per a frenar les partides carlines encapçalades per Francesc Savalls.
En 1876, amb la guerra terminada, el general Arrando segueix en la província de Girona, controlant els darrers escamots carlins i reprimint grups bandolers. En 1878 és nomenat Governador Militar de Girona, on es manté fins a 1880.
En 1881 i 1882 ocupa el càrrec de Primer Caporal de la Capitania General de València, i en 1883 és promogut al grau de Tinent General i ocupa el càrrec de Capità General d'Extremadura, fins a l'any 1887, en què dimiteix del càrrec i passa a la reserva.
Al final de la seva vida militar el general Arrando passa a la política, i obté l'acta de diputat pel partit Liberal en el districte de Nules, en 1886, I es manté en l'escó fins a l'any 1889, en què renuncia per haver estat elegit Senador per la província de Toledo.